# Inlinehockey-Weltmeisterschaft
Der Begriff Inlinehockey-Weltmeisterschaft steht für Inlinehockey-Turniere des internationalen Sportverbandes World Skate (ehemals FIRS). Seit 2019 trägt die Internationalen Eishockey-Föderation (IIHF) keine Inlinehockey-Wettbewerbe mehr aus.
Die Weltmeisterschaft von World Skate finden seit 1995 statt und umfassen Wettkämpfe für Herren, Frauen und Juniorinnen.

## Weltmeisterschaften von World Skate (ehemals FIRS)

### Herren
| Nr. | Jahr | Gold               | Silber             | Bronze             | Ort              |
| --- | ---- | ------------------ | ------------------ | ------------------ | ---------------- |
| 1   | 1995 | Vereinigte Staaten | Kanada             | Finnland           | Chicago          |
| 2   | 1996 | Vereinigte Staaten | Frankreich         | Italien            | Roccaraso        |
| 3   | 1997 | Vereinigte Staaten | Kanada             | Österreich         | Zell am See      |
| 4   | 1998 | Vereinigte Staaten | Österreich         | Tschechien         | Winnipeg         |
| 5   | 1999 | Schweiz            | Vereinigte Staaten | Tschechien         | Thun             |
| 6   | 2000 | Vereinigte Staaten | Schweiz            | Tschechien         | Amiens           |
| 7   | 2001 | Vereinigte Staaten | Tschechien         | Schweiz            | Torrevieja       |
| 8   | 2002 | Kanada             | Vereinigte Staaten | Tschechien         | Rochester        |
| 9   | 2003 | Vereinigte Staaten | Tschechien         | Kanada             | Písek            |
| 10  | 2004 | Vereinigte Staaten | Kanada             | Italien            | London           |
| 11  | 2005 | Vereinigte Staaten | Tschechien         | Frankreich         | Paris            |
| 12  | 2006 | Vereinigte Staaten | Tschechien         | Kanada             | Detroit          |
| 12  | 2007 | Tschechien         | Schweiz            | Kanada             | Bilbao           |
| 14  | 2008 | Vereinigte Staaten | Frankreich         | Tschechien         | Ratingen         |
| 15  | 2009 | Vereinigte Staaten | Kanada             | Tschechien         | Varese           |
| 16  | 2010 | Vereinigte Staaten | Schweiz            | Tschechien         | Beroun           |
| 17  | 2011 | Tschechien         | Italien            | Vereinigte Staaten | Roccaraso        |
| 18  | 2012 | Vereinigte Staaten | Tschechien         | Kanada             | Bucaramanga      |
| 19  | 2013 | Tschechien         | Kanada             | Schweiz            | Huntington Beach |
| 20  | 2014 | Vereinigte Staaten | Tschechien         | Kanada             | Toulouse         |
| 21  | 2015 | Tschechien         | Frankreich         | Vereinigte Staaten | Rosario          |
| 22  | 2016 | Tschechien         | Italien            | Frankreich         | Asiago-Roana     |
| 23  | 2017 | Frankreich         | Italien            | Tschechien         | Nanjing          |
| 24  | 2018 | Tschechien         | Frankreich         | Schweiz            | Asiago-Roana     |
| 25  | 2019 | Vereinigte Staaten | Tschechien         | Frankreich         | Barcelona        |
| –   | 2020 | abgesagt           | abgesagt           | abgesagt           | abgesagt         |
| 26  | 2021 | Tschechien         | Kanada             | Spanien            | Roccaraso        |
| 27  | 2022 | Tschechien         | Italien            | Vereinigte Staaten | Buenos Aires     |

Medaillenspiegel
(Stand 2022)
| Rang | Mannschaft         | Gold | Silber | Bronze | Gesamt |
| ---- | ------------------ | ---- | ------ | ------ | ------ |
| 1    | Vereinigte Staaten | 16   | 2      | 3      | 21     |
| 2    | Tschechien         | 8    | 6      | 8      | 22     |
| 3    | Kanada             | 1    | 7      | 5      | 13     |
| 4    | Frankreich         | 1    | 4      | 3      | 8      |
| 5    | Schweiz            | 1    | 3      | 3      | 7      |
| 6    | Italien            | 0    | 4      | 2      | 6      |
| 7    | Österreich         | 0    | 1      | 1      | 2      |
| 8    | Finnland           | 0    | 0      | 1      | 1      |
| 8    | Spanien            | 0    | 0      | 1      | 1      |

### Junioren
| Nr. | Jahr | Gold                   | Silber             | Bronze             | Ort          |
| --- | ---- | ---------------------- | ------------------ | ------------------ | ------------ |
| 1   | 2007 | Vereinigte Staaten     | Tschechien         | Deutschland        | Düsseldorf   |
| 2   | 2008 | Vereinigtes Königreich | Vereinigte Staaten | Kanada             | Philadelphia |
| 3   | 2009 | Tschechien             | Kanada             | Vereinigte Staaten | Varese       |
| 4   | 2010 | Tschechien             | Vereinigte Staaten | Frankreich         | Düsseldorf   |
| 5   | 2011 | Tschechien             | Vereinigte Staaten | Frankreich         | Roccaraso    |
| 6   | 2012 | Tschechien             | Kolumbien          | Vereinigte Staaten | Bucaramanga  |
| 7   | 2013 | Tschechien             | Vereinigte Staaten | Kanada             | Anaheim      |
| 8   | 2014 | Frankreich             | Kanada             | Tschechien         | Toulouse     |
| 9   | 2015 | Tschechien             | Frankreich         | Italien            | Rosario      |
| 10  | 2016 | Tschechien             | Italien            | Schweiz            | Asiago-Roana |
| 11  | 2017 | Frankreich             | Spanien            | Italien            | Nanjing      |
| 12  | 2018 | Vereinigte Staaten     | Italien            | Spanien            | Asiago-Roana |
| 13  | 2019 | Tschechien             | Vereinigte Staaten | Spanien            | Barcelona    |
| –   | 2021 | nicht ausgetragen      | nicht ausgetragen  | nicht ausgetragen  | Roccaraso    |
| 14  | 2022 | Taiwan                 | Vereinigte Staaten | Tschechien         | Buenos Aires |

Medaillenspiegel
(Stand 2022)
| Rang | Mannschaft             | Gold | Silber | Bronze | Gesamt |
| ---- | ---------------------- | ---- | ------ | ------ | ------ |
| 1    | Tschechien             | 8    | 1      | 2      | 11     |
| 2    | Vereinigte Staaten     | 2    | 6      | 2      | 10     |
| 3    | Frankreich             | 2    | 1      | 2      | 5      |
| 4    | Vereinigtes Königreich | 1    | 0      | 0      | 1      |
| 4    | Taiwan                 | 1    | 0      | 0      | 1      |
| 6    | Italien                | 0    | 2      | 2      | 4      |
| 6    | Kanada                 | 0    | 2      | 2      | 4      |
| 8    | Spanien                | 0    | 1      | 2      | 3      |
| 9    | Kolumbien              | 0    | 1      | 0      | 1      |
| 10   | Deutschland            | 0    | 0      | 1      | 1      |
| 10   | Schweiz                | 0    | 0      | 1      | 1      |

### Frauen
| Nr. | Jahr | Gold               | Silber             | Bronze             | Ort              |
| --- | ---- | ------------------ | ------------------ | ------------------ | ---------------- |
| 1   | 2002 | Kanada             | Vereinigte Staaten | Australien         | Rochester        |
| 2   | 2003 | Vereinigte Staaten | Kanada             | Tschechien         | Písek            |
| 3   | 2004 | Kanada             | Vereinigte Staaten | Tschechien         | London           |
| 4   | 2005 | Kanada             | Vereinigte Staaten | Frankreich         | Paris            |
| 5   | 2006 | Vereinigte Staaten | Kanada             | Frankreich         | Detroit          |
| 6   | 2008 | Tschechien         | Kanada             | Vereinigte Staaten | Düsseldorf       |
| 7   | 2009 | Vereinigte Staaten | Kanada             | Tschechien         | Varese           |
| 8   | 2010 | Tschechien         | Kanada             | Vereinigte Staaten | Beroun           |
| 9   | 2011 | Vereinigte Staaten | Kanada             | Frankreich         | Roccaraso        |
| 10  | 2012 | Kanada             | Vereinigte Staaten | Spanien            | Bucaramanga      |
| 11  | 2013 | Vereinigte Staaten | Kanada             | Neuseeland         | Huntington Beach |
| 12  | 2014 | Vereinigte Staaten | Kanada             | Spanien            | Toulouse         |
| 13  | 2015 | Tschechien         | Vereinigte Staaten | Spanien            | Rosario          |
| 14  | 2016 | Kanada             | Vereinigte Staaten | Frankreich         | Asiago-Roana     |
| 15  | 2017 |                    |                    |                    |                  |
| 16  | 2018 | Vereinigte Staaten | Tschechien         | Spanien            | Asiago-Roana     |
| 17  | 2019 | Vereinigte Staaten | Tschechien         | Spanien            | Barcelona        |
| 18  | 2021 | Frankreich         | Spanien            | Vereinigte Staaten | Roccaraso        |
| 19  | 2022 | Spanien            | Frankreich         | Vereinigte Staaten | Buenos Aires     |

Medaillenspiegel
(Stand 2022)
| Rang | Mannschaft         | Gold | Silber | Bronze | Gesamt |
| ---- | ------------------ | ---- | ------ | ------ | ------ |
| 1    | Vereinigte Staaten | 8    | 9      | 2      | 19     |
| 2    | Kanada             | 7    | 5      | 2      | 14     |
| 3    | Tschechien         | 3    | 1      | 3      | 7      |
| 4    | Frankreich         | 1    | 1      | 4      | 6      |
| 4    | Spanien            | 1    | 1      | 4      | 6      |
| 6    | Australien         | 0    | 0      | 1      | 1      |
| 7    | Neuseeland         | 0    | 0      | 1      | 1      |

### Juniorinnen
| Nr. | Jahr | Gold     | Silber             | Bronze                 | Ort          |
| --- | ---- | -------- | ------------------ | ---------------------- | ------------ |
| 1   | 2014 | Spanien  | Vereinigte Staaten | Vereinigtes Königreich | Toulouse     |
| 2   | 2016 | Spanien  | Italien            | Kanada                 | Asiago-Roana |
| 3   | 2017 | Taiwan   | Italien            | Neuseeland             | Nanjing      |
| 4   | 2018 | Spanien  | Finnland           | Taiwan                 | Asiago-Roana |
| 5   | 2019 | Spanien  | Vereinigte Staaten | Kanada                 | Barcelona    |
| –   | 2021 | abgesagt | abgesagt           | abgesagt               | Roccaraso    |
| 6   | 2022 | Namibia  | Vereinigte Staaten | Kolumbien              | Buenos Aires |

Medaillenspiegel
(Stand 2022)
| Rang | Mannschaft             | Gold | Silber | Bronze | Gesamt |
| ---- | ---------------------- | ---- | ------ | ------ | ------ |
| 1    | Vereinigte Staaten     | 4    | 0      | 0      | 4      |
| 2    | Taiwan                 | 1    | 0      | 1      | 2      |
| 3    | Namibia                | 1    | 0      | 0      | 1      |
| 4    | Vereinigte Staaten     | 0    | 3      | 0      | 3      |
| 5    | Italien                | 0    | 2      | 0      | 2      |
| 6    | Finnland               | 0    | 1      | 0      | 1      |
| 7    | Kanada                 | 0    | 0      | 2      | 2      |
| 8    | Vereinigtes Königreich | 0    | 0      | 1      | 1      |
| 8    | Kolumbien              | 0    | 0      | 1      | 1      |
| 8    | Neuseeland             | 0    | 0      | 1      | 1      |

## Weltmeisterschaften der IIHF

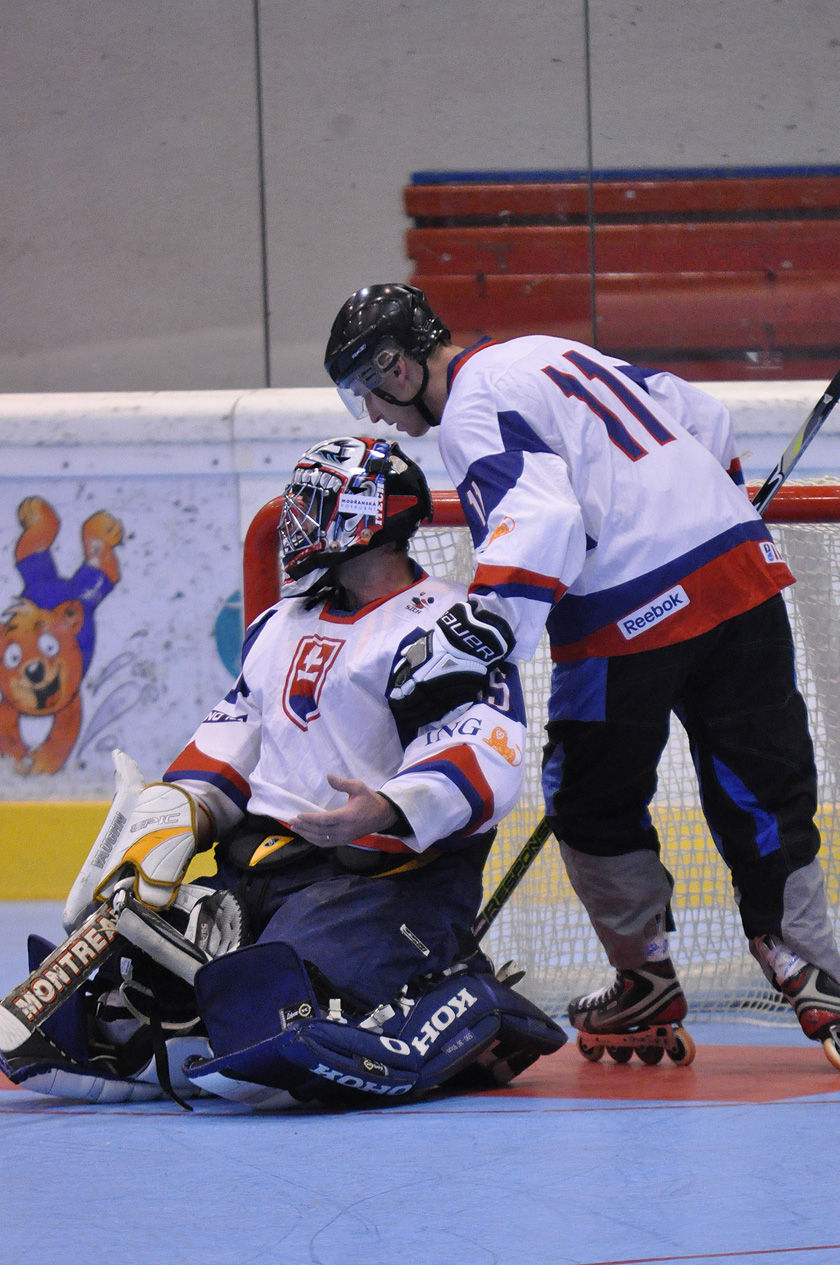
Das Team der Slowakei auf einem IIHF-Turnier

### Herren
Es traten 16 Mannschaften gegeneinander an, jeweils acht in einer A-Gruppe und die anderem in einer B-Gruppe. In beiden Gruppen wurden wiederum zwei Gruppen geteilt, woraus sich dann die Platzierungsspiele ergaben. Die beiden Letzten der B-Gruppe stiegen in die Untere Gruppe ab.
Die Spielflächengröße betrug 60 × 30 m und die Wettbewerbe fanden in Eishallen statt. Der verwendete Puck hatte die Farbe schwarz.
Die Weltmeisterschaften der IIHF fanden von 1996 bis 2017 statt. Dabei handelte es sich ausschließlich um Herren-Wettkämpfe. 2019 gab die IIHF bekannt, keine Inlinehockey-Weltmeisterschaften mehr organisieren zu wollen. Die IIHF stellte 2019 ihre Verwaltung des Inline-Hockeys ein und veranstaltet folglich auch keine Weltmeisterschaften mehr.
| Nr. | Jahr | Gold               | Silber             | Bronze             | Ort                       |
| --- | ---- | ------------------ | ------------------ | ------------------ | ------------------------- |
| 1   | 1996 | Vereinigte Staaten | Kanada             | Finnland           | Saint Paul                |
| 2   | 1997 | Vereinigte Staaten | Kanada             | Schweiz            | Anaheim                   |
| 3   | 1998 | Kanada             | Vereinigte Staaten | Finnland           | Anaheim                   |
| –   | 1999 | nicht ausgetragen  | nicht ausgetragen  | nicht ausgetragen  | nicht ausgetragen         |
| 4   | 2000 | Finnland           | Tschechien         | Vereinigte Staaten | Hradec Králové und Choceň |
| 5   | 2001 | Finnland           | Vereinigte Staaten | Tschechien         | Ellenton                  |
| 6   | 2002 | Schweden           | Finnland           | Deutschland        | Nürnberg und Pfaffenhofen |
| 7   | 2003 | Finnland           | Schweden           | Vereinigte Staaten | Nürnberg und Amberg       |
| 8   | 2004 | Vereinigte Staaten | Finnland           | Schweden           | Bad Tölz                  |
| 9   | 2005 | Schweden           | Finnland           | Vereinigte Staaten | Kuopio                    |
| 10  | 2006 | Vereinigte Staaten | Schweden           | Finnland           | Budapest                  |
| 11  | 2007 | Schweden           | Finnland           | Deutschland        | Landshut und Passau       |
| 12  | 2008 | Schweden           | Slowakei           | Deutschland        | Bratislava                |
| 13  | 2009 | Schweden           | Vereinigte Staaten | Deutschland        | Ingolstadt                |
| 14  | 2010 | Vereinigte Staaten | Tschechien         | Schweden           | Karlstad                  |
| 15  | 2011 | Tschechien         | Vereinigte Staaten | Kanada             | Pardubice                 |
| 16  | 2012 | Kanada             | Deutschland        | Finnland           | Ingolstadt                |
| 17  | 2013 | Vereinigte Staaten | Schweden           | Kanada             | Dresden                   |
| 18  | 2014 | Finnland           | Kanada             | Vereinigte Staaten | Pardubice                 |
| 19  | 2015 | Kanada             | Finnland           | Schweden           | Tampere                   |
| 20  | 2017 | Vereinigte Staaten | Finnland           | Tschechien         | Bratislava                |
| –   | 2019 | abgesagt           | abgesagt           | abgesagt           | abgesagt                  |

Medaillenspiegel
(Stand 2019)
| Rang | Mannschaft  | Gold | Silber | Bronze | Gesamt |
| ---- | ----------- | ---- | ------ | ------ | ------ |
| 1    | USA         | 6    | 4      | 4      | 14     |
| 2    | Schweden    | 5    | 3      | 3      | 11     |
| 3    | Finnland    | 4    | 5      | 4      | 13     |
| 4    | Kanada      | 3    | 3      | 2      | 8      |
| 5    | Tschechien  | 1    | 2      | 1      | 4      |
| 6    | Deutschland | 0    | 1      | 4      | 5      |
| 7    | Slowakei    | 0    | 1      | 0      | 1      |
| 8    | Schweiz     | 0    | 0      | 1      | 1      |